# Edward O'Hare
Edward Henry „Butch” O’Hare (n. 13 martie 1914, Saint Louis, Missouri, SUA – d. 26 noiembrie 1943, Gilbert Islands⁠(d), Kiribati) a fost un aviator naval irlandez-american al Marinei Militare SUA (U.S. Navy), care la 20 februarie 1942 a devenit primul as al Marinei Militare SUA și primul care a primit, în cel de-al Doilea Război Mondial, Medalia de Onoare al Congresului SUA, înmânată de președintele, Franklin D. Roosevelt.
Victorii aeriene: cinci bombardiere japoneze în picaj  Mitsubishi G4M („Betty"). 

În 26 noiembrie 1943 avionul lui a fost doborât. 

Alți ași remarcabili ai lumii din cel de-al doilea război mondial: 
- Clive Caldwell  Australia (28 victorii)

- Walter Nowotny Austria (258 victorii)

- George Beurling Canada (32 victorii)

- Veikko Karu  Finlanda (7 victorii)

- Pierre Clostermann Franța (15-18 victorii)

- Adolf Galland  Germania
- Erich Hartmann Germania (352 victorii aproape toate pe frontul de Est, cel mai mare as din istoria aviației militare)
- Gerhard Barkhorn Germania (301 victorii)
- Wilhelm Batz  Germania (237 victorii) a luptat și la Ploiești
- Hans-Joachim Marseille Germania(158 victorii)
- Werner Mölders Germania (115 victorii)
- Hans-Ulrich Rudel Germania (9 victorii)

- Leonardo Ferrulli Italia (21 victorii)
- Luigi Gorrini Italia (19 victorii)
- Adriano Visconti Italia (26 victorii)

- Shigeo Fukumoto Japonia
- Kaneyoshi Muto Japonia

- Bolesław Gładych Polonia (18 victorii)

- John Thach SUA
- Pappy Boyington SUA
- Alexander Vraciu SUA, de origine română
- Jay T. Robbins SUA (22 victorii)
- Harrison Thyng SUA

- Dezső Szentgyörgyi Ungaria (33 victorii)

- Ivan Kozhedub URSS (64 victorii)
- Alexander Pokryshkin URSS
- Yekaterina Budanova URSS

## Vezi și
- Lista așilor aviației americane din cel de al Doilea Război Mondial
- Lista așilor aviației australiene din cel de al Doilea Război Mondial
- Lista așilor aviației britanice din cel de al Doilea Război Mondial
- Lista așilor aviației finlandeze din cel de al Doilea Război Mondial
- Lista așilor aviației franceze din cel de al Doilea Război Mondial
- Lista așilor aviației germane din cel de al Doilea Război Mondial
- Lista așilor aviației italiene din cel de al Doilea Război Mondial
- Lista așilor aviației japoneze din cel de al Doilea Război Mondial
- Lista așilor aviației poloneze din cel de al Doilea Război Mondial
- Lista așilor aviației române din cel de-al Doilea Război Mondial
- Lista așilor aviației sovietice din cel de al Doilea Război Mondial
- Lista așilor aviației ungare din cel de al Doilea Război Mondial
- Lista avioanelor de vânătoare din cel de al Doilea Război Mondial
- Lista avioanelor din cel de al Doilea Război Mondial